# WASP-84
WASP-84 — одиночная звезда в созвездии Гидры на расстоянии приблизительно 326 световых лет (около 99,9 парсек) от Солнца. Видимая звёздная величина звезды — +10,83m. Возраст звезды определён как около 2,1 млрд лет.
Вокруг звезды обращается, как минимум, две планеты.

## Характеристики
WASP-84 — оранжевый карлик спектрального класса K0V, или K0, или K1. Масса — около 0,842 солнечной, радиус — около 0,748 солнечного, светимость — около 0,473 солнечной. Эффективная температура — около 5284 K.

## Планетная система
В 2013 году группой астрономов, работающих в рамках программы SuperWASP, было объявлено об открытии планеты WASP-84 b.
В 2023 году группой астрономов, работающих в рамках программы TESS, было объявлено об открытии планеты WASP-84 c.